# Rob Caggiano
Rob Caggiano (Nova Iorque, 7 de novembro de 1976) é um músico americano, conhecido como o atual guitarrista da banda dinamarquesa de heavy metal Volbeat. Também foi guitarrista da banda de thrash metal Anthrax que fez parte da banda entre 2001 e 2005, retornando em 2007 e saindo novamente no dia 4 de janeiro de 2013, após terminar a gravação do EP Anthems. Sua primeira banda Profissional foi Boiler Room formada em 1996.

## Discografia

### Anthrax
- We've Come for You All (2003)
- Worship Music (2011)
- Anthems (EP) (2013)

### Boiler Room
- Can't Breathe (2000)

### The Damned Things
- Ironiclast (2010)

### Volbeat
- Outlaw Gentlemen & Shady Ladies (2013)
- Seal the Deal & Let's Boogie (2016)
- Rewind, Replay, Rebound (2019)
- Servant Of The Mind (2021)